# ويلدون كيس
ويلدون كيس (بالإنجليزية: Weldon Kees)‏ (24 فبراير 1914، بياتريس في الولايات المتحدة - 18 يوليو 1955، سان فرانسيسكو في الولايات المتحدة)؛ رسام، فنان، شاعر وروائي أمريكي.